# Szimatolók
A Szimatolók (eredeti cím: The Creature Cases) 2022-től vetített koprodukciós 3D-s számítógépes animációs akciósorozat, amelyet Gabe Pulliam alkotott.
Amerikában és Magyarországon 2022. április 12-én mutatta be a Netflix.
A második évad 2022. november 30-án, a harmadik 2023. május 22-én mutatták be. A negyedik évadot 2024-ben mutatták be.
az 5. évadok 2025 május-júniusában jött ki magyarországra.

## Ismertető
Sam Snow és Kit Casey, a C.L.A.D.E.(magyarul S.A.T.O.) két ügynöke, akik a világot járva számos rejtélyt oldanak meg, miközben a problémamegoldásban és az állati tényekben való jártasságukat használják.

## Szereplők
| Szereplő            | Eredeti hang       | Magyar hang       | Leírás |
| ------------------- | ------------------ | ----------------- | --- |
| Sam Snow            | Shash Hira         | Fehér Tibor       | Hópárduc, Kit társa. A természeténél fogva rendmániás, és mindig nyomokat és kütyüket keres, mesteri nyomozó, és hajlamos arra, hogy ő legyen az, aki elemzi az adott helyzetet. Fajához hűen utálja a vizesedést, és jól érzi magát a hideg, havas időben, bár Kittel ellentétben ő nem túl mozgékony, és a legtöbb üldözés során gyakran megbotlik, annak ellenére, hogy ő a legóvatosabb kettejük közül. Fő szerkentyűje egy kesztyű, amely hasonlóan működik, mint Kit szemellenzője, de ő felelős a Clu-Botok hordozásáért is: kis gömb alakú robotok, amelyek sokféle célra képesek átalakulni. |
| Kit Casey           | Nneka Okoye        | Csuha Bori        | Sárga kitróka, Sam társa. Ellentétben társával, természeténél fogva totális trehány, és soha nem hagy ki egy alkalmat sem, hogy lehetőség szerint nassoljon, bár annak ellenére, hogy rosszabb nyomozó, mint Sam, bőven kárpótolja őt a különböző állatfajokról szerzett hatalmas tudásával, amelyekkel találkoznak. Samtől eltérően nem bánja, ha elázik, és sokkal vakmerőbb, és a forró trópusi időjárásban is örömét leli. Fő eszköze egy szemellenző, amely hasonlóan működik, mint kesztyűje, de egy tollat és egy jegyzetfüzetet is magával hord, hogy le tudja rajzolni a legutóbbi gyanúsított részleteit. |
| Peggy Scratch       | Teresa Gallagher   | Náray Erika       | Barna csirke és a C.L.A.D.E. igazgatója. Bár komoly és professzionális külsőt mutat, éppoly különc, mint az alkalmazottai, és nem áll felettük a szórakozás és a könnyelműség szintjén. Bár ritkán hagyja el a főhadiszállást a küldetések miatt, nagyon ügyes és nagyon kompetens a terepen, mivel az irodájában lévő ügyiratok kezelése mellett kiváló tojás tekéző is. |
| Bill                | Beardyman          | Ágoston Péter     | Egérpár, akik az Egércsapat nevű duót alkotják. Az Egércsapat, amely jellemzően egy miniatűr híradós kocsiban foglal helyet, felelős a C.L.A.A.D.E. ügynökök riasztásáért a beavatkozást igénylő küldetésekhez. A páros profi zenészek is, akiknek sok követőjük van a minőségi zenéiknek köszönhetően. |
| Jill                | Harriet Carmichael | Németh Borbála    | Egérpár, akik az Egércsapat nevű duót alkotják. Az Egércsapat, amely jellemzően egy miniatűr híradós kocsiban foglal helyet, felelős a C.L.A.A.D.E. ügynökök riasztásáért a beavatkozást igénylő küldetésekhez. A páros profi zenészek is, akiknek sok követőjük van a minőségi zenéiknek köszönhetően. |
| Hans Stinkwell      | N/A                | Molnár Levente    | Két német görény testvér, akik a C.L.A.D.E. mechanikai szakértői. A főhadiszálláson található berendezések karbantartása mellett Stinkwellék felelősek az új találmányok kifejlesztéséért, amelyek lehetővé teszik az ügynökök számára, hogy a lehető legjobban teljesíthessék küldetéseiket. |
| Harold Stinkwell    | N/A                | Rada Bálint       | Két német görény testvér, akik a C.L.A.D.E. mechanikai szakértői. A főhadiszálláson található berendezések karbantartása mellett Stinkwellék felelősek az új találmányok kifejlesztéséért, amelyek lehetővé teszik az ügynökök számára, hogy a lehető legjobban teljesíthessék küldetéseiket. |
| Wally Bungler       | Rob Rackstraw      | Hamvas Dániel     | Barna repülőmókus és önjelölt "természetjáró", aki a világot járja, hogy segítsen, ahol csak tud. Míg Sam és Kit általában igénybe veszi és értékeli a segítségét, hajlamos hívatlanul érkezni, míg sem ő, sem a C.L.A.A.D.E. ügynökei nem értékelik, ha az édesanyja váratlanul, alkalmatlan pillanatokban telefonál. Kevésbé szervezett és önzőbb, mint Sam vagy Kit, de a dolgok sűrűjében nagyon is kompetens, és a magasabb szintek elérésének képessége miatt hasznos tagja a csapatnak. |
| F.A.N.              | Rob Rackstraw      | Molnár Kristóf    | Mesterségesen intelligens sugárhajtású repülőgép, amely Sam és Kit elsődleges szállítóeszközeként szolgál. Egy fejlett repülőgép, amely különböző funkciókkal van felszerelve, hogy segítse a küldetéseiket. Saját személyisége van, és gyakran vesz részt játékos ugratásokban Sam és Kit társaságában. Száraz humorérzéke van, és hajlamos szellemes megjegyzéseket tenni kalandjaik során. Különböző üzemmódokba tud átváltozni, beleértve a nagy sebességű utazáshoz szükséges sugárhajtású üzemmódot, a titkos műveletekhez szükséges lopakodó üzemmódot és az információgyűjtéshez szükséges megfigyelő üzemmódot. Olyan fejlett technológiával rendelkezik, mint a holografikus kijelzők és a legmodernebb navigációs rendszerek. |
| Cubby junior ügynök | N/A                | Hermann Lilla     | Szuka kutya, aki osztályelső az akadémián. |
| Barb                | N/A                | Andrusko Marcella | Kérges skorpió. Az éles nyelvű és szarkasztikus, de vad és hűséges Barb és Sam kezdetben ellentétben álltak egymással, mielőtt ugyanúgy összebarátkoztak, mint ő és Kit. |

### Magyar változat
- Magyar szöveg: Horváth Anikó
- Dalszöveg: Cseh Dávid Péter
- Hangmérnök: Salgai Róbert
- Vágó: Kránitz Bence
- Gyártásvezető: Kablay Luca
- Szinkronrendező: Molnár Ilona
- Zenei rendező: Császár Bíró Szabolcs
- Produkciós vezető: Haramia Judit

A szinkront az Iyuno Hungary készítette.

## Epizódok

### Évados áttekintés
| Évad | Évad | Epizódok | Amerikai sugárzás  | Amerikai sugárzás  | Amerikai adó       | Magyar sugárzás    | Magyar sugárzás   | Magyar adó |
| Évad | Évad | Epizódok | Évadpremier        | Évadfinálé         | Amerikai adó       | Évadpremier        | Évadfinálé        | Magyar adó |
| ---- | ---- | -------- | ------------------ | ------------------ | ------------------ | ------------------ | ----------------- | ---------- |
|      | 1    | 12       | 2022. április 12.  | 2022. április 12.  |                    | 2022. április 12.  | 2022. április 12. |            |
|      | 2    | 1        | 2022. november 30. | 2022. november 30. | 2022. november 30. | 2022. november 30. |                   |            |
|      | 3    | 7        | 2023. május 22.    | 2023. május 22.    | 2023. május 22.    | 2023. május 22.    |                   |            |

### 1. évad (2022)
| Sor. | Év. | Eredeti cím                         | Magyar cím                    | Rendezte                            | Írta                          | Eredeti premier   | Magyar premier    |
| ---- | --- | ----------------------------------- | ----------------------------- | ----------------------------------- | ----------------------------- | ----------------- | ----------------- |
| 1.   | 1.  | The Mystery on the Monsoon Express  | Rejtély a Monszun expresszen  | Jérémie Guneau és Sébastien Le Nevé | Gabe Pulliam                  | 2022. április 12. | 2022. április 12. |
| 2.   | 2.  | The Riddle of Raging Rhinos         | A dühöngő orrszarvúk rejtélye | Jérémie Guneau                      | Gabe Pulliam                  | 2022. április 12. | 2022. április 12. |
| 2.   | 2.  | The Trouble in the Tundra           | Galiba a tundrán              | Sébastien Le Nevé                   | Shakira Pressley              | 2022. április 12. | 2022. április 12. |
| 3.   | 3.  | The Puzzle of the Plummeting Eggs   | A potyogó tojások rejtélye    | Sébastien Le Nevé                   | Gabe Pulliam                  | 2022. április 12. | 2022. április 12. |
| 3.   | 3.  | The Missing Mole Rat Princess       | Az eltűnt földikutya          | Jérémie Guneau és Sébastien Le Nevé | Gabe Pulliam és Conner McCune | 2022. április 12. | 2022. április 12. |
| 4.   | 4.  | The Hunt for the Hidden Hive        | A titkos kaptár keresése      | Jérémie Guneau                      | Melinda LaRose                | 2022. április 12. | 2022. április 12. |
| 4.   | 4.  | The Trouble of the Toppled Trees    | A kidőlt fák esete            | Jérémie Guneau                      | Miden Wood                    | 2022. április 12. | 2022. április 12. |
| 5.   | 5.  | The Mysterious Fruit Thief          | A rejtélyes gyümölcstolvaj    | Jérémie Guneau                      | Christian Marsh Reiman        | 2022. április 12. | 2022. április 12. |
| 5.   | 5.  | The Riddle of the Wrestling Lizards | A birkózó gyíkok rejtélye     | Jérémie Guneau                      | Adam Felber                   | 2022. április 12. | 2022. április 12. |
| 6.   | 6.  | The Disappearing Dung Ball          | Az eltűnt trágyagolyó         | Sébastien Le Nevé                   | Gabe Pulliam                  | 2022. április 12. | 2022. április 12. |
| 6.   | 6.  | The Search for the Spotted Frog     | A pöttyös béka keresése       | Sébastien Le Nevé                   | Morgan von Ancken             | 2022. április 12. | 2022. április 12. |
| 7.   | 7.  | The Case of the Big Chomp           | A nagy rágcsálás esete        | Jérémie Guneau                      | Charley Feldman               | 2022. április 12. | 2022. április 12. |
| 7.   | 7.  | The Secret of the Salt Cave         | A sóbarlang titka             | Jérémie Guneau                      | Michael Rodriguez             | 2022. április 12. | 2022. április 12. |
| 8.   | 8.  | The Case of the Blue Bandit         | A kék bandita esete           | Sébastien Le Nevé                   | Nick Confalone                | 2022. április 12. | 2022. április 12. |
| 8.   | 8.  | The Honey Badger Break-In           | A méhészborz betörése         | Jérémie Guneau                      | Ruth Morrison                 | 2022. április 12. | 2022. április 12. |
| 9.   | 9.  | The Unidentified Shiny Object       | Az azonosítatlan fényes tárgy | Sébastien Le Nevé                   | Morgan von Ancken             | 2022. április 12. | 2022. április 12. |
| 9.   | 9.  | The Case of the Crying Monkey       | A síró majom esete            | Sébastien Le Nevé                   | Nick Confalone                | 2022. április 12. | 2022. április 12. |
| 10.  | 10. | The Search for the Silver Ant Hill  | Az ezüst hangyaboly keresése  | Sébastien Le Nevé                   | Shakira Pressley              | 2022. április 12. | 2022. április 12. |
| 10.  | 10. | The Search for the Swamp Snapper    | A mocsári csuka keresése      | Sébastien Le Nevé                   | Shakira Pressley              | 2022. április 12. | 2022. április 12. |
| 11.  | 11. | The Puzzle of the Poisonous Leaves  | A mérgező levelek rejtélye    | Jérémie Guneau                      | Charley Feldman               | 2022. április 12. | 2022. április 12. |
| 11.  | 11. | The Mystery of the Missing Hare     | Az eltűnt nyúl rejtélye       | Jérémie Guneau                      | Conner McCune                 | 2022. április 12. | 2022. április 12. |
| 12.  | 12. | The Secret of the Sand Serpent      | A homokkígyó titka            | Sébastien Le Nevé                   | Nick Confalone                | 2022. április 12. | 2022. április 12. |
| 12.  | 12. | The Disappearance of Peggy Scratch  | Peggy Scratch eltűnése        | Sébastien Le Nevé                   | Ruth Morrison                 | 2022. április 12. | 2022. április 12. |

### 2. évad (2022)
| Sor. | Év. | Eredeti cím                            | Magyar cím                         | Rendezte                            | Írta         | Eredeti premier    | Magyar premier     |
| ---- | --- | -------------------------------------- | ---------------------------------- | ----------------------------------- | ------------ | ------------------ | ------------------ |
| 13.  | 1.  | The Missing Mammoth: A Holiday Mystery | Az elveszett mamut: Ünnepi rejtély | Jérémie Guneau és Sébastien Le Nevé | Gabe Pulliam | 2022. november 30. | 2022. november 30. |

### 3. évad (2023)
| Sor. | Év. | Eredeti cím                       | Magyar cím                     | Rendezte          | Írta              | Eredeti premier | Magyar premier  |
| ---- | --- | --------------------------------- | ------------------------------ | ----------------- | ----------------- | --------------- | --------------- |
| 14.  | 1.  | The Forest Food Bandit            | Az erdei élelembandita         | Jérémie Guneau    | Ruth Morrison     | 2023. május 22. | 2023. május 22. |
| 14.  | 1.  | The Case of the Absent Giraffe    | A hiányzó zsiráf esete         | Sébastien Le Nevé | Veronica Pickett  | 2023. május 22. | 2023. május 22. |
| 15.  | 2.  | The Frozen Stowaways              | A megfagyott potyautasok       | Jérémie Guneau    | Halcyon Person    | 2023. május 22. | 2023. május 22. |
| 15.  | 2.  | The Puzzle of the Empty Pond      | Az üres tó rejtélye            | Sébastien Le Nevé | Veronica Pickett  | 2023. május 22. | 2023. május 22. |
| 16.  | 3.  | The Undercover Hyena              | A beépített hiéna              | Sébastien Le Nevé | Adam Idelson      | 2023. május 22. | 2023. május 22. |
| 16.  | 3.  | The Stranger in the Burrow        | Idegen az odúban               | Jérémie Guneau    | Melinda LaRose    | 2023. május 22. | 2023. május 22. |
| 17.  | 4.  | The Bat Cave Crisis               | A denevérbarlang válsága       | Sébastien Le Nevé | Gabe Pulliam      | 2023. május 22. | 2023. május 22. |
| 17.  | 4.  | The Mysterious Ant Circle         | A titokzatos hangyakör         | Jérémie Guneau    | Halcyon Person    | 2023. május 22. | 2023. május 22. |
| 18.  | 5.  | The Lost Capybara Kids            | A vízidisznó elveszett kölykei | Jérémie Guneau    | Morgan van Ancken | 2023. május 22. | 2023. május 22. |
| 18.  | 5.  | The Case of the Curious Keas      | A furcsa keák esete            | Jérémie Guneau    | Ruth Morrison     | 2023. május 22. | 2023. május 22. |
| 19.  | 6.  | The Legend of the Night Howler    | Az éjszakai vonyító legendája  | Jérémie Guneau    | Michael Rodriguez | 2023. május 22. | 2023. május 22. |
| 19.  | 6.  | The Haystack Stakeout             | A szénakazal megfigyelése      | Sébastien Le Nevé | Miden Wood        | 2023. május 22. | 2023. május 22. |
| 20.  | 7.  | The Case of the Scorpion's Sting  | A skorpiócsípés esete          | Sébastien Le Nevé | Melinda LaRose    | 2023. május 22. | 2023. május 22. |
| 20.  | 7.  | The Case of the Constant Dripping | Az állandó csöpögés esete      | Jérémie Guneau    | Connor McCune     | 2023. május 22. | 2023. május 22. |

### 4. évad (2024)
| Sor. | Év. | Eredeti cím                   | Magyar cím                     | Rendezte          | Írta                      | Eredeti premier    | Magyar premier     |
| ---- | --- | ----------------------------- | ------------------------------ | ----------------- | ------------------------- | ------------------ | ------------------ |
| 21.  | 1.  | The Spider's Stolen Silk      | Az ellopott pókfonal           | Alban Rodriguez   | Michael Rodriguez         | 2024. november 25. | 2024. november 25. |
| 22.  | 2.  | The Mystery in the Snow Maze  | Rejtély a hólabirintusban      | Alban Rodriguez   | Roxana Altamirano         | 2024. november 25. | 2024. november 25. |
| 23.  | 3.  | The Case of the Stinky Swamp  | A bűzös mocsár titka           | Sébastien Le Nevé | Ruth Morrison             | 2024. november 25. | 2024. november 25. |
| 24.  | 4.  | The Case of the Talking Tree  | A beszélő fa talánya           | Alban Rodriguez   | Monique Simmon            | 2024. november 25. | 2024. november 25. |
| 25.  | 5.  | The Trail of the Tuatara      | A hidasgyík nyomában           | Alban Rodriguez   | Adam Idelson              | 2024. november 25. | 2024. november 25. |
| 26.  | 6.  | The Disaster at the Dust Spa  | Katasztrófa a porfürdőben      | Sébastien Le Nevé | Connor McCune             | 2024. november 25. | 2024. november 25. |
| 27.  | 7.  | The Mysterious Swamp Rats     | A titokzatos mocsári patkányok | Sébastien Le Nevé | Ruth Morrison             | 2024. november 25. | 2024. november 25. |
| 28.  | 8.  | The Vanishing of Mr. Blue     | A kék madár eltűnése           | Alban Rodriguez   | Michael J. Goldberg       | 2024. november 25. | 2024. november 25. |
| 29.  | 9.  | The Bat Who Couldn't Remember | Az amnéziás denevér            | Sébastien Le Nevé | Adam Idelson Astride Noel | 2024. november 25. | 2024. november 25. |
| 30.  | 10. | The Hidden Hitchhiker         | A potyautas                    | Sébastien Le Nevé | Gabe Pulliam              | 2024. november 25. | 2024. november 25. |